# Zechprellerei
Als Zechprellerei wird bezeichnet, wenn in einem Gastronomiebetrieb ein Gast sich der Bezahlung entzieht, also den Gastwirt um die Zeche prellt. Ob überhaupt und unter welchen Umständen die Zechprellerei einen Straftatbestand erfüllt, ist je nach Land unterschiedlich geregelt.

## Etymologie
Das Wort  Zechprellerei ist seit dem 19. Jahrhundert belegt. Es setzt sich zusammen aus Zeche und prellen. Zeche in der Bedeutung von Wirtshausrechnung ist seit dem 15. Jahrhundert belegt. Es hat sich aus der spätmittelhochdeutschen Bedeutung „Beitrag zum gemeinsamen Gelage einer Gesellschaft“ entwickelt. Das gleiche Wort ist seit dem 13. Jahrhundert auch in der Bedeutung von Bergwerk, Grube nachgewiesen. Die Verbindung der beiden Bedeutungen besteht darin, dass mit zweiterem ursprünglich die bergmännische Genossenschaft, also die gemeinschaftliche Beteiligung, gemeint war.
Prellen bedeutet ursprünglich stoßen, aufschlagen, hochschleudern. Die zusätzliche Bedeutung betrügen leitet sich von einem Jagdbrauch des 17. und 18. Jahrhunderts ab, bei dem ein Fuchs auf einem straff gespannten Tuch wiederholt hochgeschleudert und so um seine Freiheit geprellt wurde (Fuchsprellen). Laut Duden online vom 22. Dezember 2011 wurde das Prellen von Füchsen zur „Belustigung von Jagdgesellschaften“ praktiziert. Dieses wiederum leite sich aus dem Prellen von Menschen (zur Strafe oder zum Scherz) ab, die man „auf einem straff gespannten Tuch in die Höhe“ warf. Vermutlich ließ man dann das Tuch locker, so dass er dann auf den Boden aufschlug. Dies konnte man sogar bis zum Tode des Delinquenten durchführen. Im Schloss Vaduz (Liechtenstein) gibt es in einem Schlosssaal Gemälde, auf welchem Hasen gegen die Menschen revoltieren. Dabei schleudern sie auch Menschen auf Tüchern in die Luft (zum Prellen), bis diese tot sind.

## Rechtliche Situation

### Deutschland
In Deutschland ist Zechprellerei kein Rechtsbegriff. Juristisch gesehen ist die Zechprellerei als solche unter zivilrechtlichen und strafrechtlichen Aspekten zu betrachten.
Zivilrechtlich liegt eine Pflichtverletzung des Gastes vor, der seine Hauptleistung im Rahmen des (typengemischten) Bewirtungsvertrages nicht erbracht hat. Dies begründet neben dem noch bestehenden Erfüllungsanspruch einen Schadensersatzanspruch des Wirtes aus § 280 Abs. 1 BGB. Solange die fällige Rechnung unbezahlt bleibt und der Gast die Räume der Gastwirtschaft noch nicht verlassen hat, steht dem Gastwirt sicherungshalber ein Gastwirtpfandrecht nach § 704 BGB an den vom Gast eingebrachten Sachen zu.
Im Strafrecht ist Zechprellerei zunächst nicht strafbar, sie wird es erst, wenn die Tatbestandsvoraussetzungen des Betrugs erfüllt sind und damit eine Straftat vorliegt. Das deutsche StGB enthält – entgegen verbreiteter Meinung – keinen speziellen Straftatbestand der Zechprellerei; es handelt sich jedoch möglicherweise um einen Eingehungsbetrug und damit um ein Vergehen nach § 263 Abs. 1 StGB. Dieses liegt vor, wenn der Zechpreller zunächst über Tatsachen getäuscht hat, die bei einem Kellner einen Irrtum hervorgerufen haben, woraufhin dieser eine Vermögensverfügung vorgenommen hat, die einen Vermögensschaden (hier beim Gastwirt) verursacht hat. Der Zechpreller muss bezüglich dieser Umstände Vorsatz gehabt haben, rechtswidrig und schuldhaft gehandelt haben.
Problematisch ist in diesem Kontext regelmäßig die Frage, ob der Täter überhaupt eine Täuschungshandlung vorgenommen hat. In Betracht kommt lediglich eine Täuschung über innere Tatsachen, nämlich seine Zahlungsfähigkeit oder Zahlungswilligkeit – das Vorliegen dieser beiden Komponenten erklärt er nämlich konkludent bei seiner Bestellung. Wähnt sich der Gast im Moment der Bestellung also sowohl zahlungswillig als auch zahlungsfähig, so kann kein Betrug vorliegen – auch dann nicht, wenn der Gast später aus irgendwelchen Gründen nicht zahlt. Betrug liegt mithin nur vor, wenn der Gast von vorneherein nicht die Absicht hatte, zu zahlen.
Bei Verdacht auf Zechprellerei kann der Wirt die Polizei rufen oder den Gast festhalten, wenn dieser sich nicht identifiziert; notfalls auch mit Gewalt: Im Falle einer Straftat erlaubt das sein Jedermanns-Festnahmerecht aus § 127 Abs. 1, 3 StPO, ansonsten greift Selbsthilfe, § 229 BGB zur Ermittlung der Identität ein.

### Österreich
In Österreich wird die Zechprellerei als Betrug gem. § 146 StGB gewertet. Der Täter setzt eine Täuschung über Tatsachen, wobei die Täuschung über die innere Tatsachen erfolgt, dass der Zechpreller den Gastwirt über seine bestehende Absicht täuscht, er könne oder wolle die bestellten Speisen und Getränke bezahlen. Die Täuschung selbst ist das zur Irreführung abgestellte Gesamtverhalten durch eine geeignete schlüssige Handlung, das heißt, wer als Gast Speisen bestellt, erklärt damit schlüssig, zu sofortiger Bezahlung bereit zu sein. Aus polizeilicher Sicht wird bei nichtvorhandenen Zahlungsmitteln beim Täter von einer Betrugsabsicht ausgegangen.

### Schweiz
In der Schweiz ist Zechprellerei ein eigener Straftatbestand (Art. 149 StGB) und mit Freiheitsstrafe bis zu 3 Jahren oder Geldstrafe bedroht.
Der Grund, dass die Zechprellerei in einem eigenen Artikel geregelt wird, ist der, dass ein Betrug nur dann vorliegt, wenn die Schädigungsabsicht bereits bei der Veranlassung der Vermögensverschiebung (hier also bei der Bestellung) bestand. Dies würde in der Praxis regelmäßig zu unüberwindlichen Beweisschwierigkeiten führen. Die aktuelle Regelung führt nun aber dazu, dass das Bewirtungsverhältnis gegenüber anderen Vertragsverhältnissen privilegiert wird, weil auch die bloße Vertragsverletzung (also die bloße nachträgliche Nichtbezahlung einer bezogenen Leistung) strafrechtlich geahndet wird, was eigentlich systemfremd ist. Das ist denn auch kritisiert worden, der Gesetzgeber hat aber an der bestehenden Regelung festgehalten.
Die Rechtsprechung betrachtet die Zechprellerei als Auffangtatbestand, der nur dann anzuwenden ist, wenn kein Betrug gegeben (oder nachzuweisen) ist, und nicht als Lex specialis, das dem Betrug vorgeht. Lässt sich also etwa ein Mittelloser in einer Nobelherberge bewirten, im Bewusstsein, dass er die Rechnung von vorneherein nie wird bezahlen können, so begeht er keine Zechprellerei, sondern einen Betrug.

### Frankreich
In Frankreich wird Zechprellerei nach Artikel 313-5 des Code pénal mit sechs Monaten Freiheitsstrafe und 7500 Euro Geldstrafe geahndet. Voraussetzung für die Strafbarkeit ist die betrügerische Absicht, d. h., dass der Gast bereits bei der Bestellung wusste, dass er nicht werde zahlen können bzw. wollen.